# 총보
총보(總譜) 또는 모음악보는 중창(중주)·합창(합주) 등에서 모든 성부(part)들의 보표(譜表)를 일목요연하게 한 데 모아 나타낸 악보이다. 영어로 Full score 또는 간단히 Score 라고 한다. 이태리어는 Partitura, 독일어는 Partitur라 하며, 이는 파트 보표들의 모음이라는 뜻이다. 지휘자등이 합주 전체를 한 눈에 볼 수 있기 위해 사용한다.